# 解明瑞
解明瑞（1522年—？），字希文，號春宇，直隸建陽衛官籍，山東東昌府莘縣人，明朝政治人物。

## 生平
嘉靖二十五年丙午科（1546年）應天府鄉試第七名舉人。嘉靖三十五年（1556年）中式丙辰科會試第七十八名，二甲第八十七名進士。兵部观政，授戶部主事，四十三年升员外郎，再升任戶部雲南司郎中，隆慶二年六月升四川按察司副使，疏請养病。復除江西饶州兵备副使，万历元年六月致仕。

## 家族
曾祖解政，指揮僉事；祖父解能，指揮僉事；父解光，指揮僉事。母蔡氏，贈安人加宜人。兄解明道，號東泉，嘉靖武进士，歷官湖广參將、福建副总兵。弟解明初、解明善。